# Будинок Полтавського губернського земства
Будинок Полтавського губернського земства — пам'ятка історії та архітектури в Полтаві, розташована на площі Конституції, 2. Будинок споруджено в 1903—1908 роках за проєктом архітектора Василя Кричевського, з використанням первісних проєктів Є.І. Ширшова, М.О. Ніколаєва. Будинок Полтавського губернського земства став першим зразком нового українського архітектурного стилю (див. Український архітектурний модерн) на Полтавщині. Сьогодні використовується як Полтавський краєзнавчий музей.

## Історія

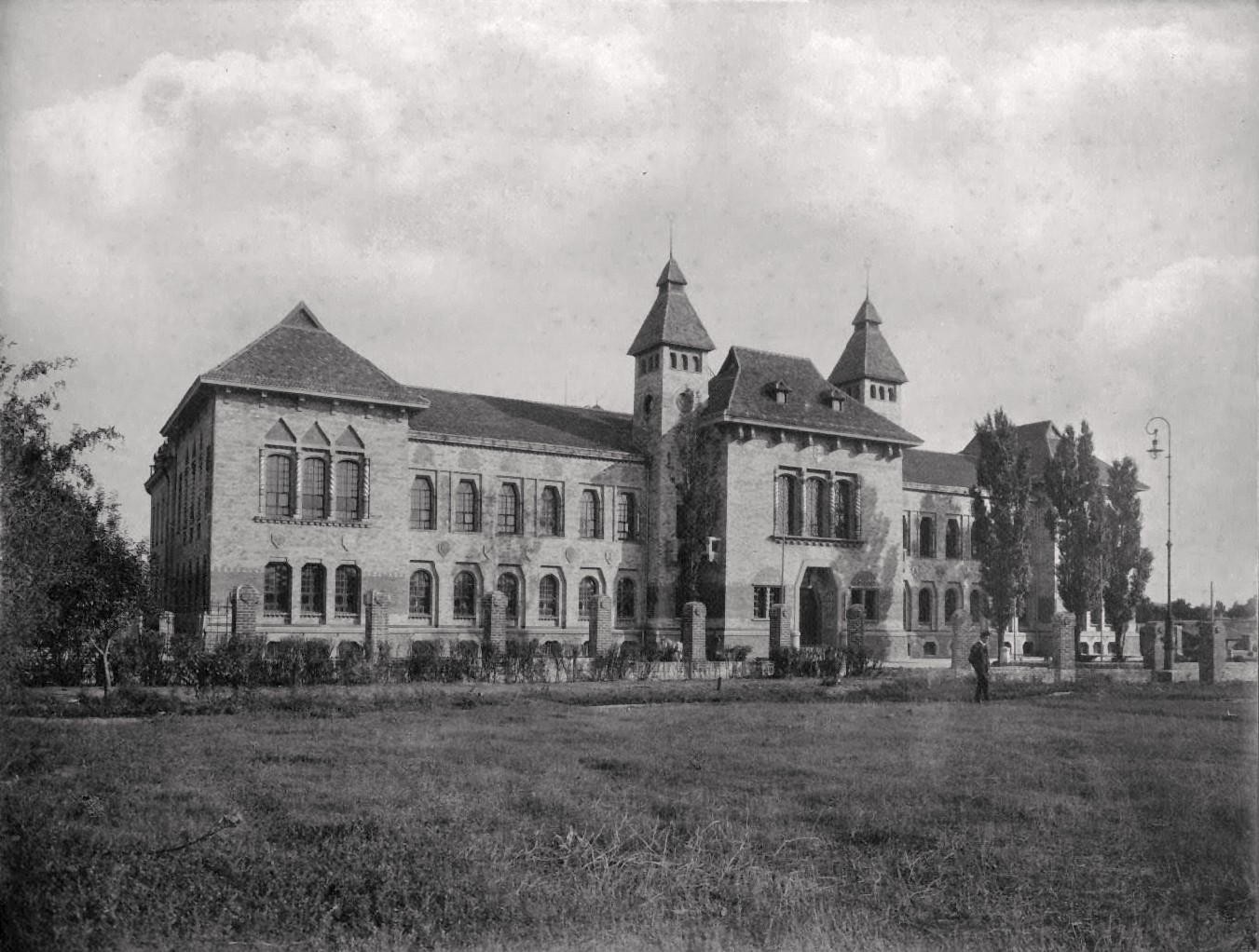
Будинок Полтавського губернського земства, фасад (початок XX століття)

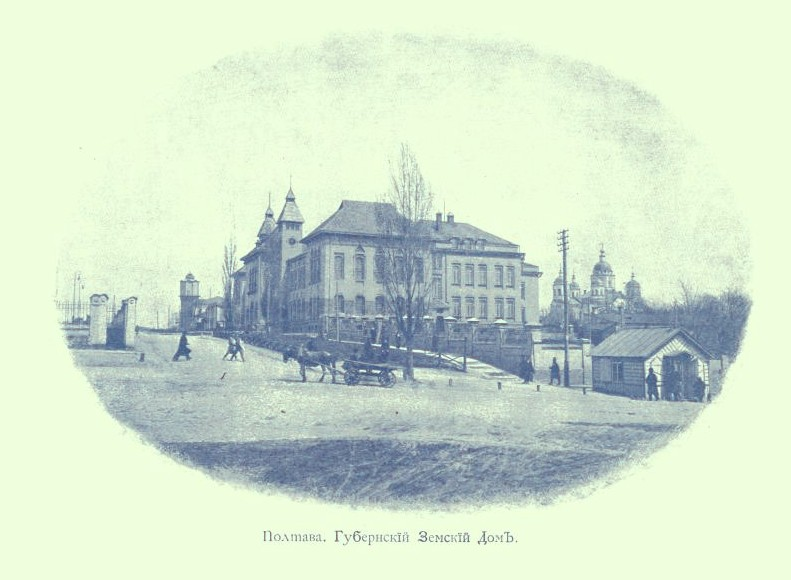
Будинок губернського земства. Початок XX ст.

Завдяки проведеним наприкінці 1902 року і на початку 1903 року нарадам з питань розвитку народних промислів Полтавщини, на яких були присутніми художники Сергій Васильківський, Опанас Сластіон, архітектор-художник Василь Кричевський та інші, народилась ідея розвитку українського народного стилю в мистецтві і в архітектурі. Зокрема, Сергій Васильківський піддав критиці проєкти будинку земства, першим з яких був створений Є.І. Ширшовим і затверджений у кінці 1902 року до будівництва. Після того, як архітектор відмовився вносити зміни, яких домагалася земська управа, проєкт переробив київський архітектор академік В.М. Ніколаєв. Художник запропонував відхилити прийнятий до будівництва проєкт і почав переконувати земських діячів у необхідності розробити проєкт, який не мав би банального архітектурного рішення у стилі псевдоренесансу чи псевдокласицизму, що було в прийнятому проєкті, а був би оригінальним і таким, в якому б відбилися народні художні уподобання. Цю ідею підтримав на сторінках газети письменник Микола Дмитрієв, що висунув як пропозицію для архітектури — український стиль. У розгорнутій дискусії на сторінках полтавської, а потім і київської преси аргументовано виступив Опанас Сластіон, теоретично обґрунтувавши необхідність і можливість створити такий проєкт, а відтак і почати розвиток своєрідного архітектурного стилю.
Результатом цих дій стало проведення конкурсів проєктів, першого — 6 червня і другого — 23 червня 1903 року. Спеціальна комісія управи в складі Федіра Лизогуба (голова), С.Б. Бразоля, Дмитра Квітки, В.І. Мезенцева, Д.М. Милорадовича, Є.М. Шейдемана, М.А. Ерістова, П.М. Бровка, О.П. Старицького, Г.А. Данковського, за участю І.В. Шамраєвського, Опанаса Сластіона, Сергія Васильківського розглянула 8 проєктів, авторами яких були Є.І. Ширшов, В.М. Ніколаєв (два), І.В. Жолтовський (два), Віденський, П.Н. Волков, Василь Кричевський і ухвалила рішення про присудження премії та затвердження останнього проєкту. Оскільки з весни 1903 року почалося закладання фундаментів будинку, Василю Кричевському довелося терміново включитися в докорінну переробку вже здійснюваного будівництвом проєкту і розробити інші робочі креслення.
Будинок перші 12 років функціонував як адміністративно-музейна споруда, у 1920 році його було віддано під Центральний пролетарський музей Полтавщини (директор Мирослав Гаврилів). Під час Німецько-радянської війни в 1943 році при відступі з Полтави його спалили фашисти. У 50-ті роки будинок відновили за проєктом архітекторів П. Костирка, В. Крачмера, Н. Квітки та інших, загалом зберігши більшість форм, проте змінивши деякі частини даху та його колір на червоний, а також оздоблення і живопис головного залу. Сьогодні у будинку знаходиться Полтавський краєзнавчий музей.

## Опис

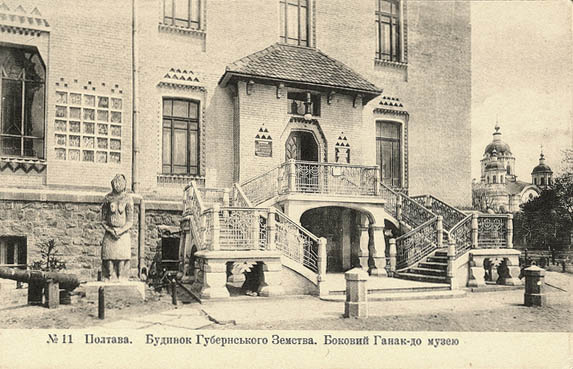
Боковий ґанок, початок XX століття

### Архітектура
Будинок має симетричний Ш-подібний план. У середній його частині розміщено вестибюль, центральний хол з парадно-розгорнутими сходами, великий зал засідань. Інші частини мають широкі коридори, які об'єднували ділові приміщення земської управи, розташовані на двох поверхах. На третьому поверсі, з боку двору, було влаштовано музейні приміщення, в одному з крил — кімнати готельного призначення. Підвальний поверх відводився для господарських та архівних приміщень. З головного фасаду будинок мав два з половиною поверхи, з двору — три з половиною.

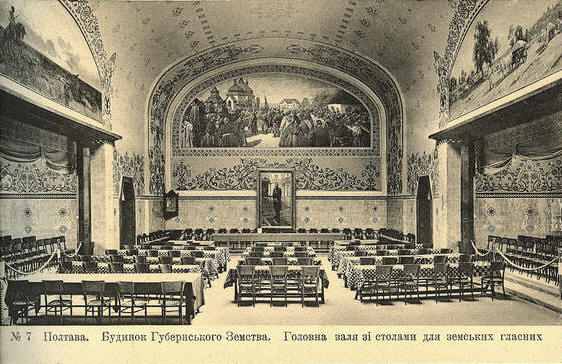
Головна зала зі столами для земських гласних, початок XX століття

Загальна композиція будинку була надзвичайно виразною, її визначали три виступаючі вперед об'єми і дві високі башти, що фланкували центральний виступ. Високий цоколь рожевого граніту, складений з великих грубо обколотих каменів, прорізують вікна з фігурними перемичками, над ними простягнувся міцний карниз. Основну стіну, обличковану світложовтою керамікою, на першому поверсі прорізують стрункі вікна з напівколовою перемичкою, вписані у трапеційні ніші, на другому поверсі вікнам надано трапеційної форми, їх перемички спираються на колонки крученої форми. Головний вхід заглиблено в лоджію трапеційної форми, таку ж форму має дверний проріз, різьблені двері із орнаментом на тему «дерево життя». Обабіч головного входу — спаровані вікна з гранчастим різьбленим стовпчиком, над яким на стіні півколом розгорнув свої орнаментальні віти «вазон». Над головним порталом влаштовані потрійні вікна з крученими білосиніми колонами, над якими зображено герб Полтави в оточенні прапорів. Карнизну плиту великого виносу підтримували кронштейни у вигляді «коників», а під ними по стіні простягнувся фриз, складений розмаїтими за формою і витонченими за кольором розетками, що чергуються зі стилізованими вазами.
Широко застосовані орнаментальні прикраси: на 2-му поверсі вони скомпоновані, як арабески у вигляді «вазонів», над трапеційними вікнами розміщені досконало намальовані орнаментальні вставки на тему «дерево життя». Увінчував будинок високий дах зеленаво-блакитної, покритої поливою черепиці, викладеної прямим мозаїчним набором так, що дах мінився кольорами неба і відблисками сонця. Загальне кольористичне вирішення фасаду: поєднання рожевого цоколю з світложовтою і золотаво-вохристою керамікою стіни, оперезаною на рівні вікон 1-го поверху широкою оранжевою смугою, поліхромні орнаментальні композиції, біло-сині кручені колонки, нарешті блакитно-зеленавий дах. 

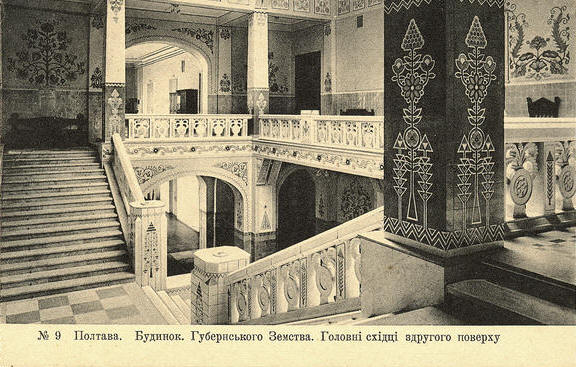
Головні східці із другого поверху, початок XX століття

Цей стрій архітектури підкреслювали дві високі і стрункі башти, накриті наметовими дахами із заломами. Внутрішній простір у своїх головних частинах з'єднувався через широкі аркові прорізи і перетікав від вестибюля до центрального холу з його розлогими мармуровими, розгорнутими в два боки сходами, залитими через скляну стелю потоками світла. Оточували хол синьо-білі колони, помережані стилізованими орнаментами типу «вазон» і світлою балюстрадою у вигляді куманців, з яких виходило важке колосся пшениці, що схилялося в два боки од переповнюючої їх сили. Стіни на рівні сходів вкривала біла фаянсова плита із блакитно-зеленими квітками на ній, що викликали враження святкової плахти. Стіни під колонами і на фризі над залізобетонними балками також прикрашали орнаменти.
Головний зал відзначав виразно вирішений хрещатий простір, перекритий еліптичним склепінням. Стіни залу вкривали рослинні орнаменти, виконані за ескізами Миколи Самокиша, та три великі тематичні картини, написані Сергієм Васильківським за допомогою Миколи Уварова, Михайла Беркоса. На головній осі залу була розташована картина «Вибори полтавського полковника М.Пушкаря», ліворуч на поздовжній стіні — «Козак Голота і татарин», праворуч — «Ромоданівський шлях». Перша картина прославляла демократичні форми вибору керівників, друга розкривала тему військової звитяги в обороні полтавського краю, третя — торговельні зв'язки і підприємництво.

### Герби декору

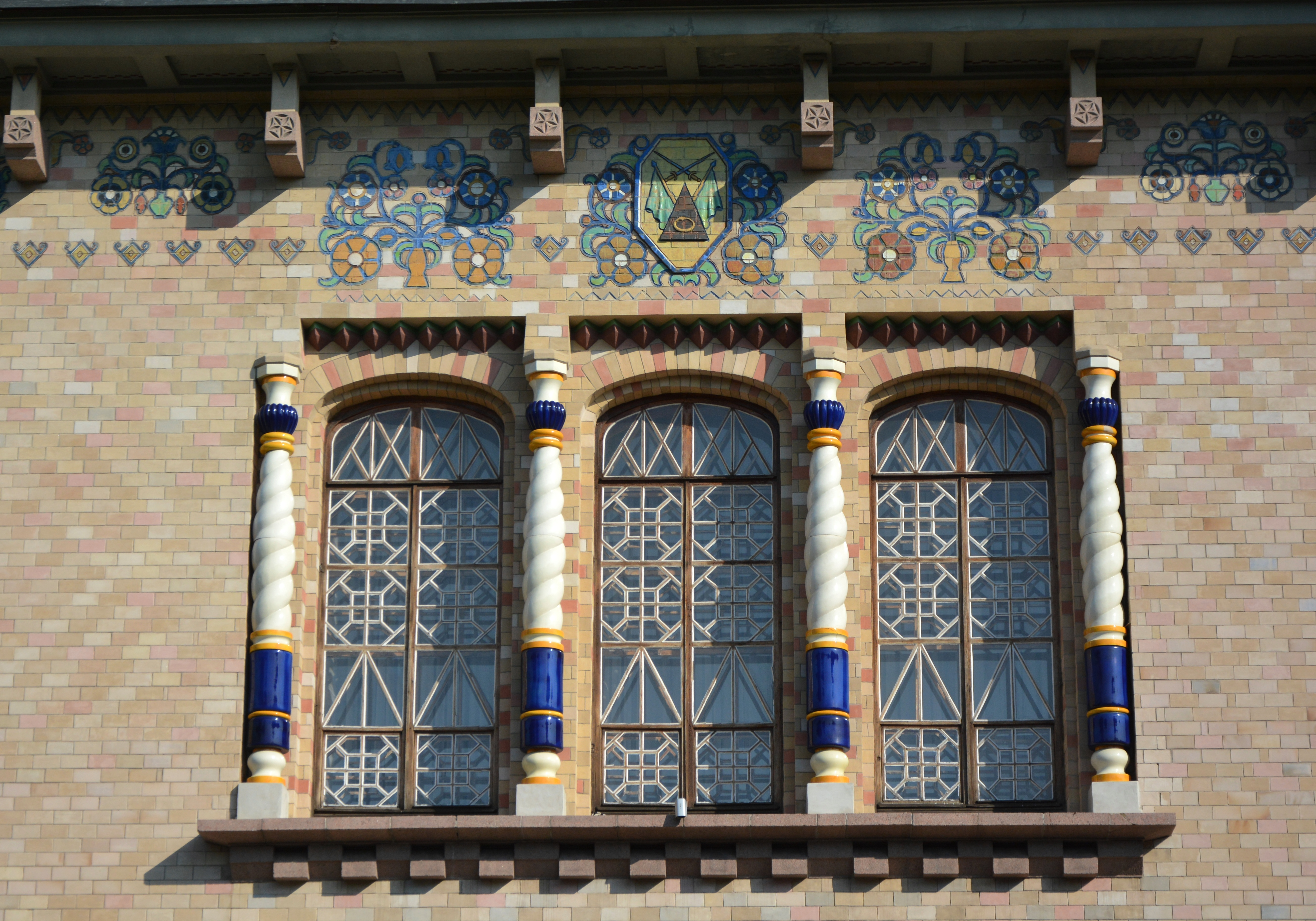
Герб Полтави
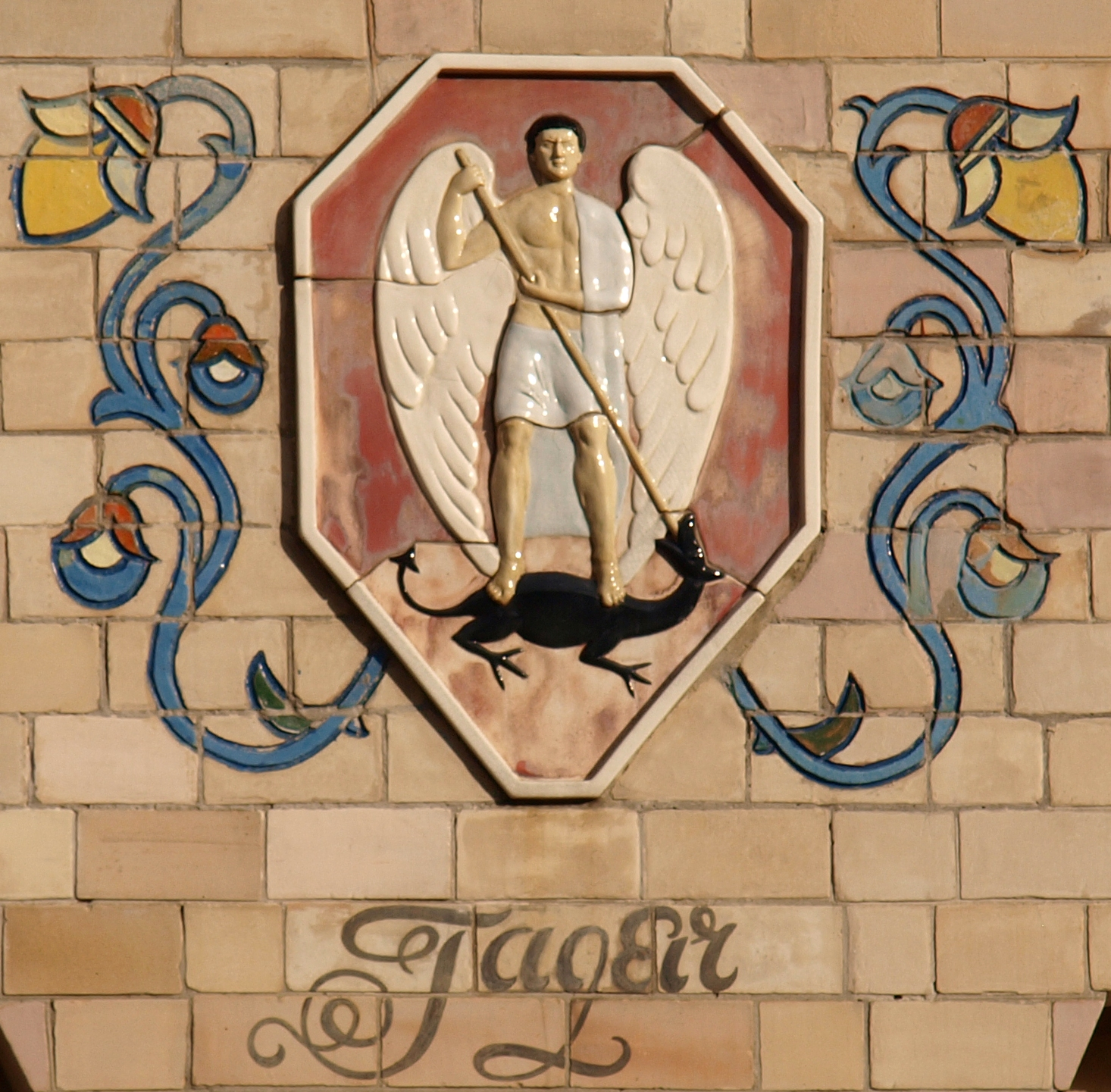
Герб Гадяча
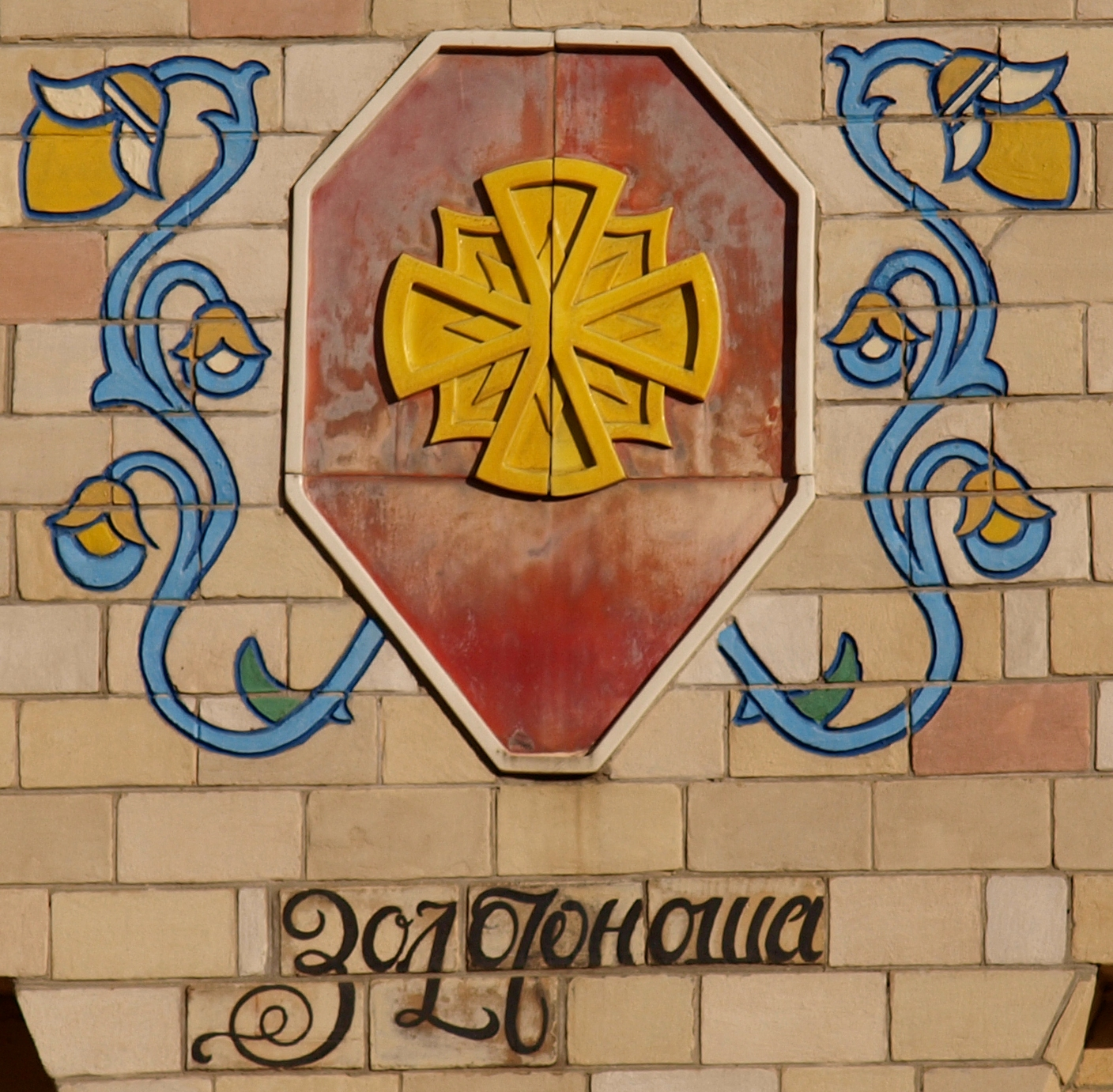
Герб Золотоноші
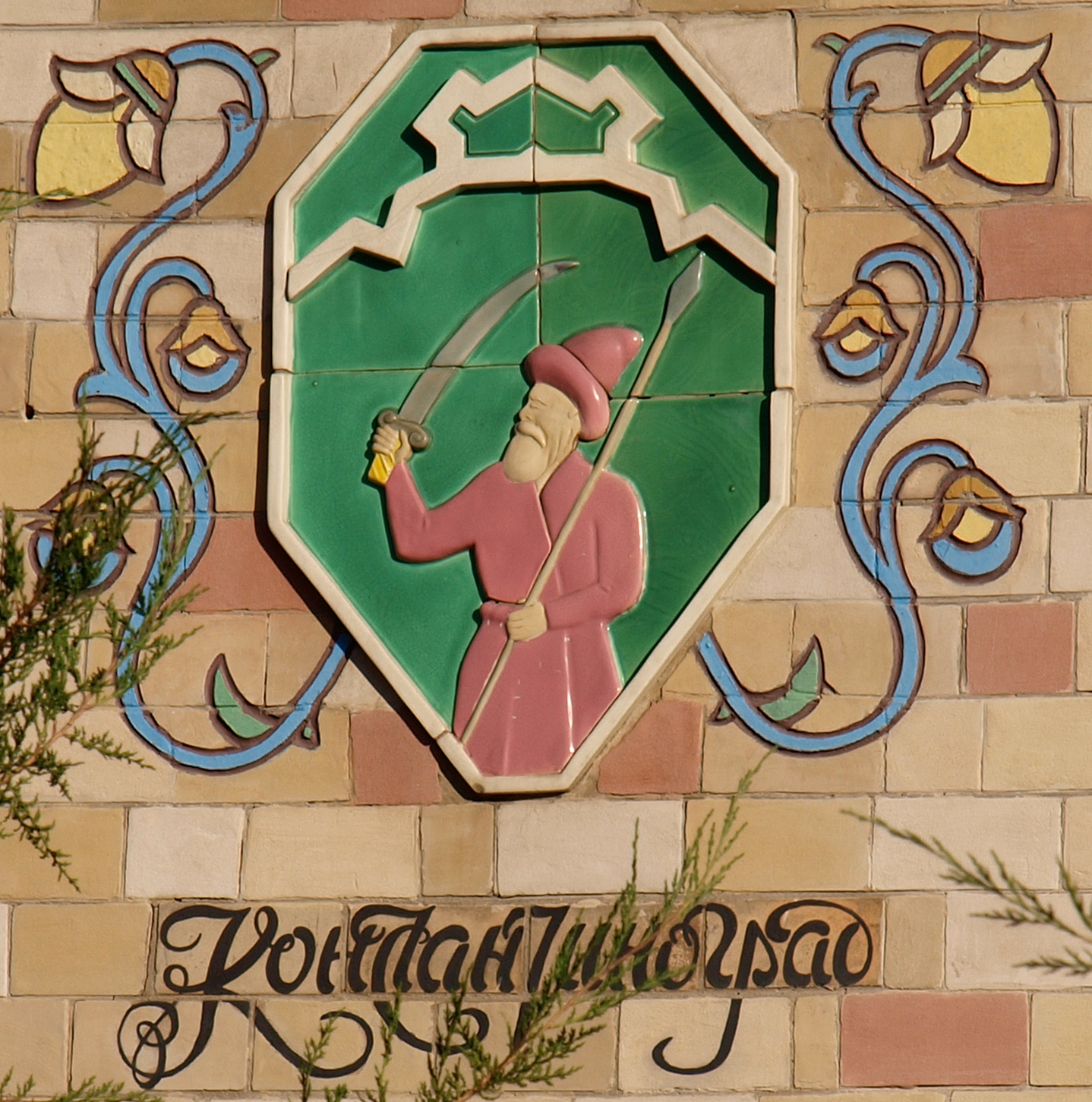
Герб Костянтинограда
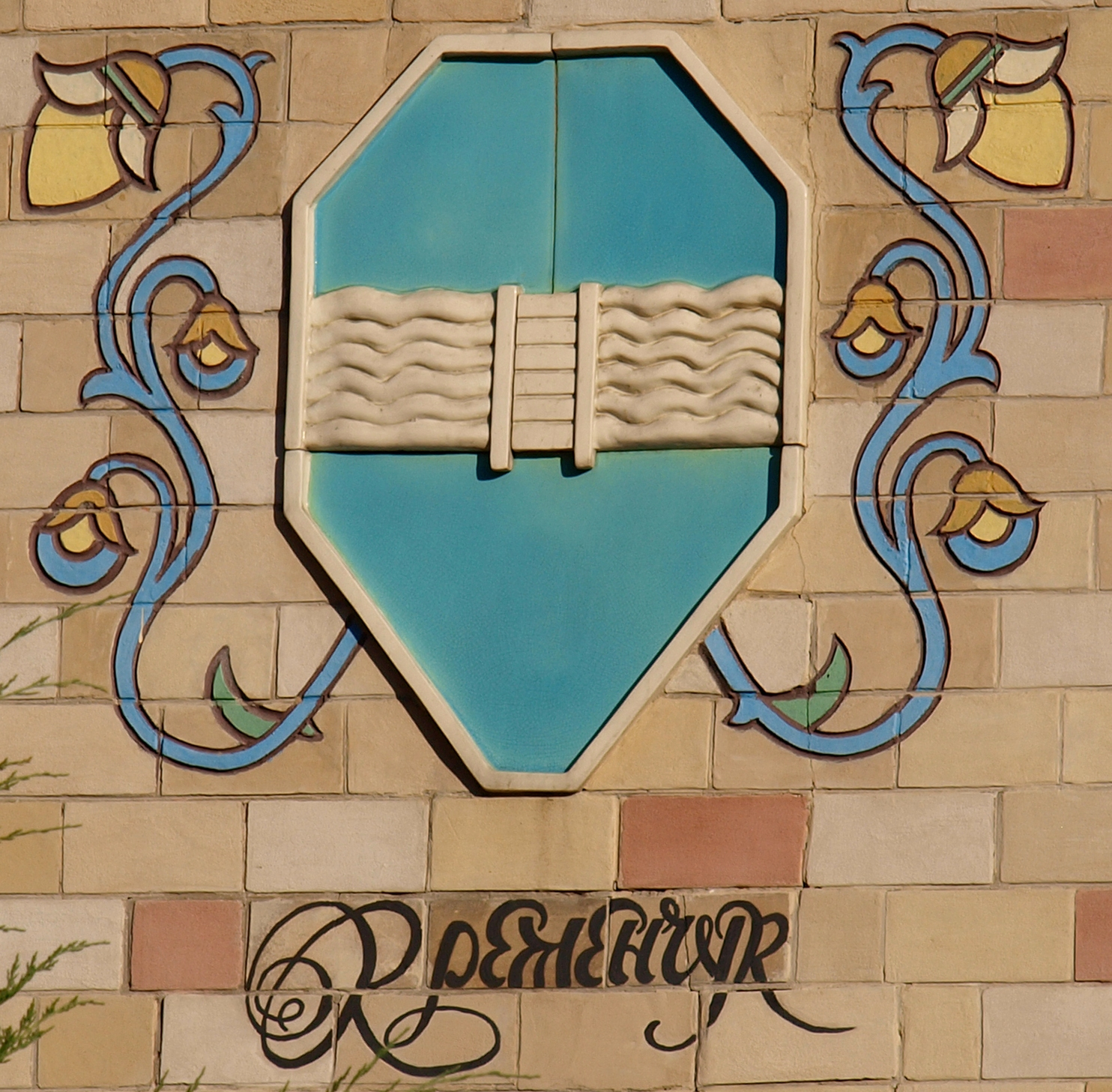
Герб Кременчука
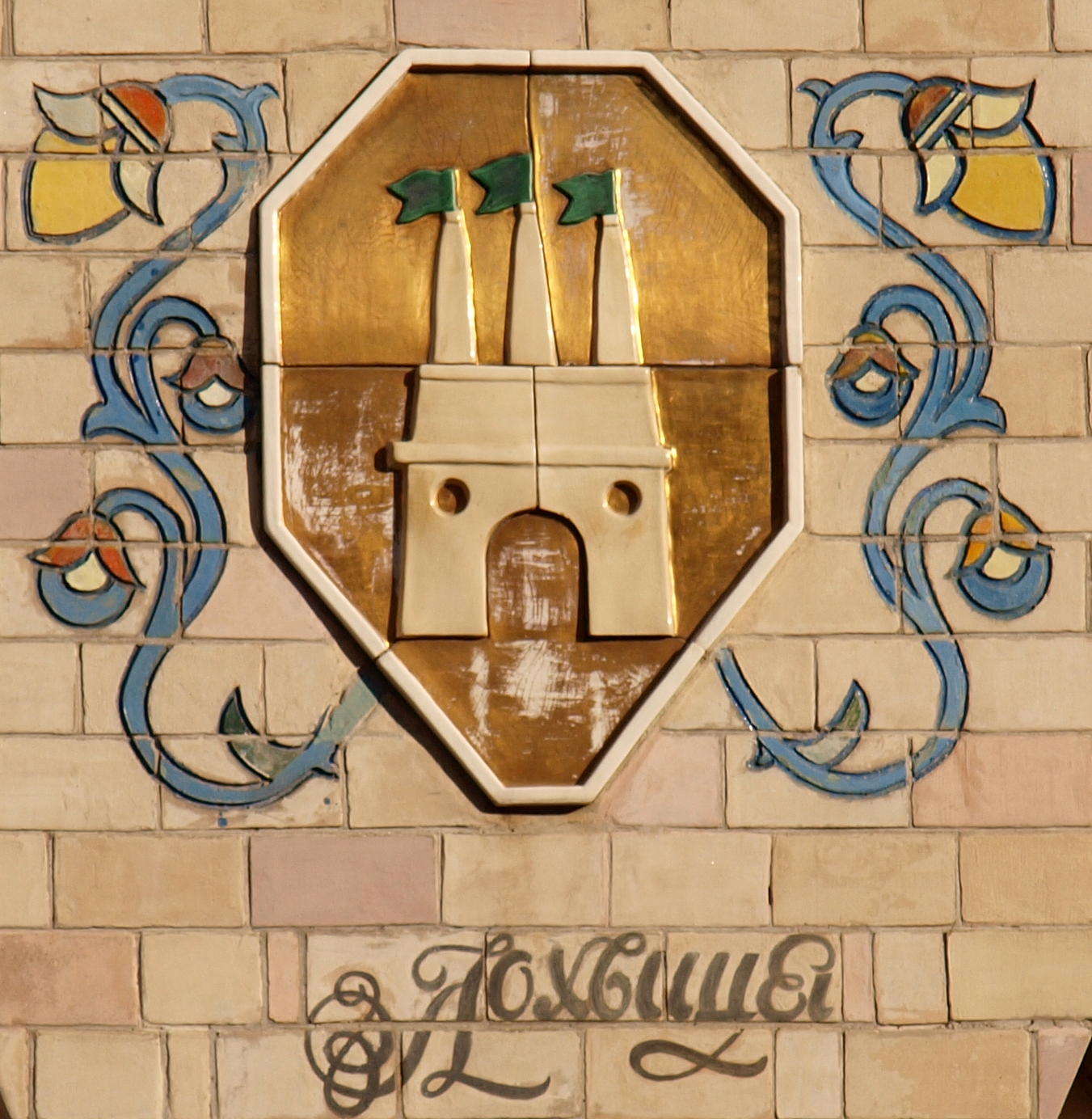
Герб Лохвиці
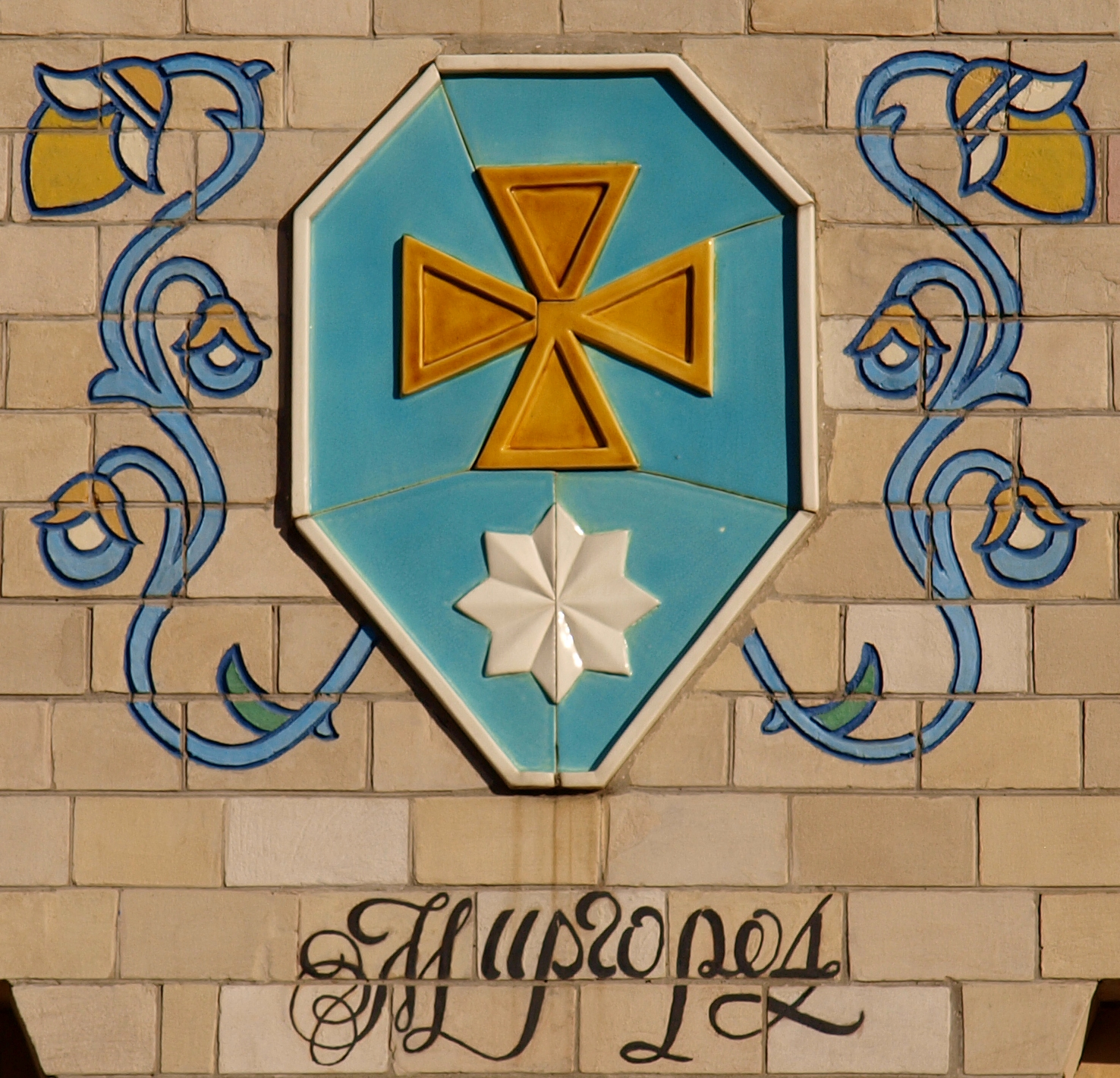
Герб Миргорода
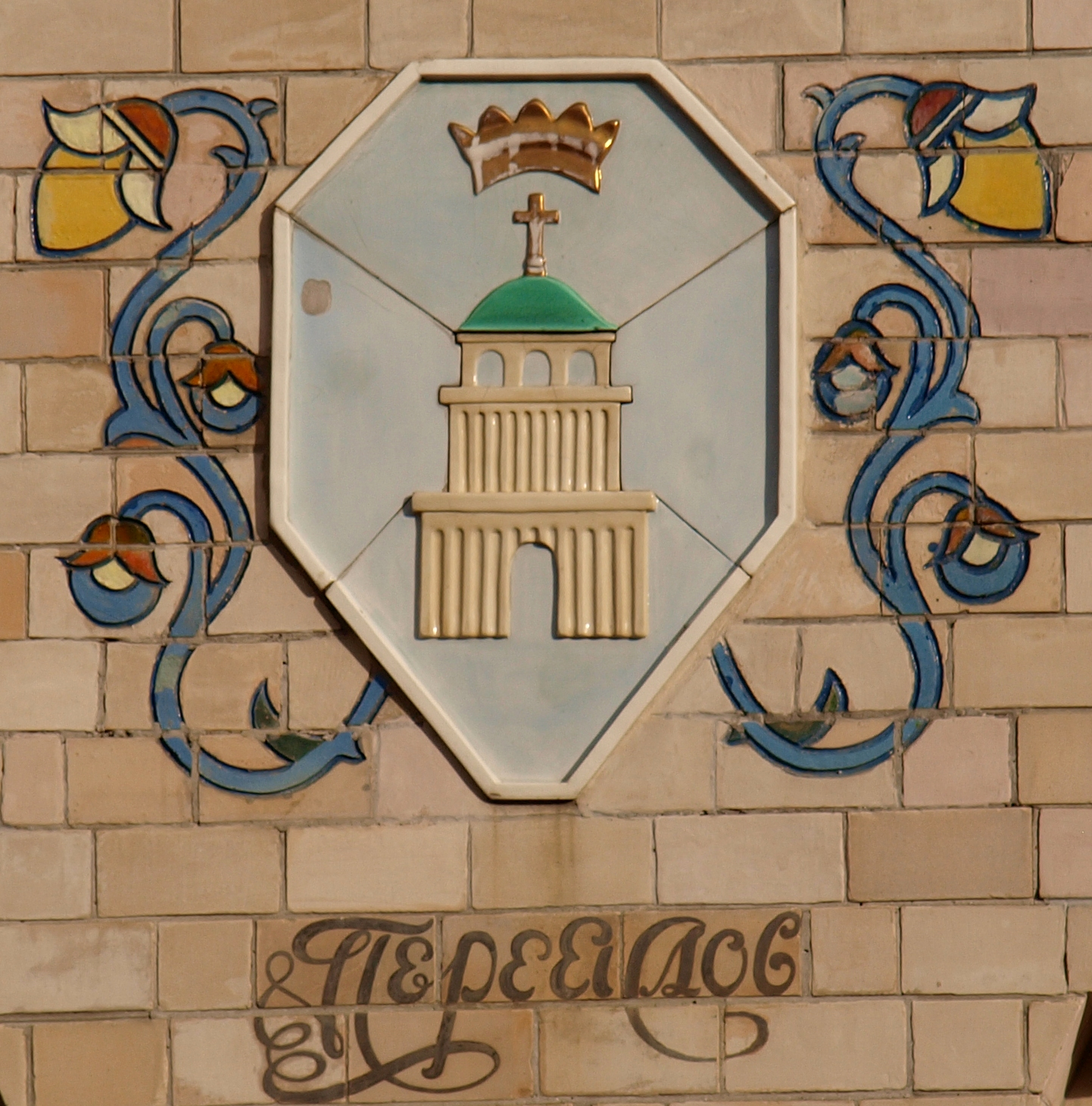
Герб Переяслава
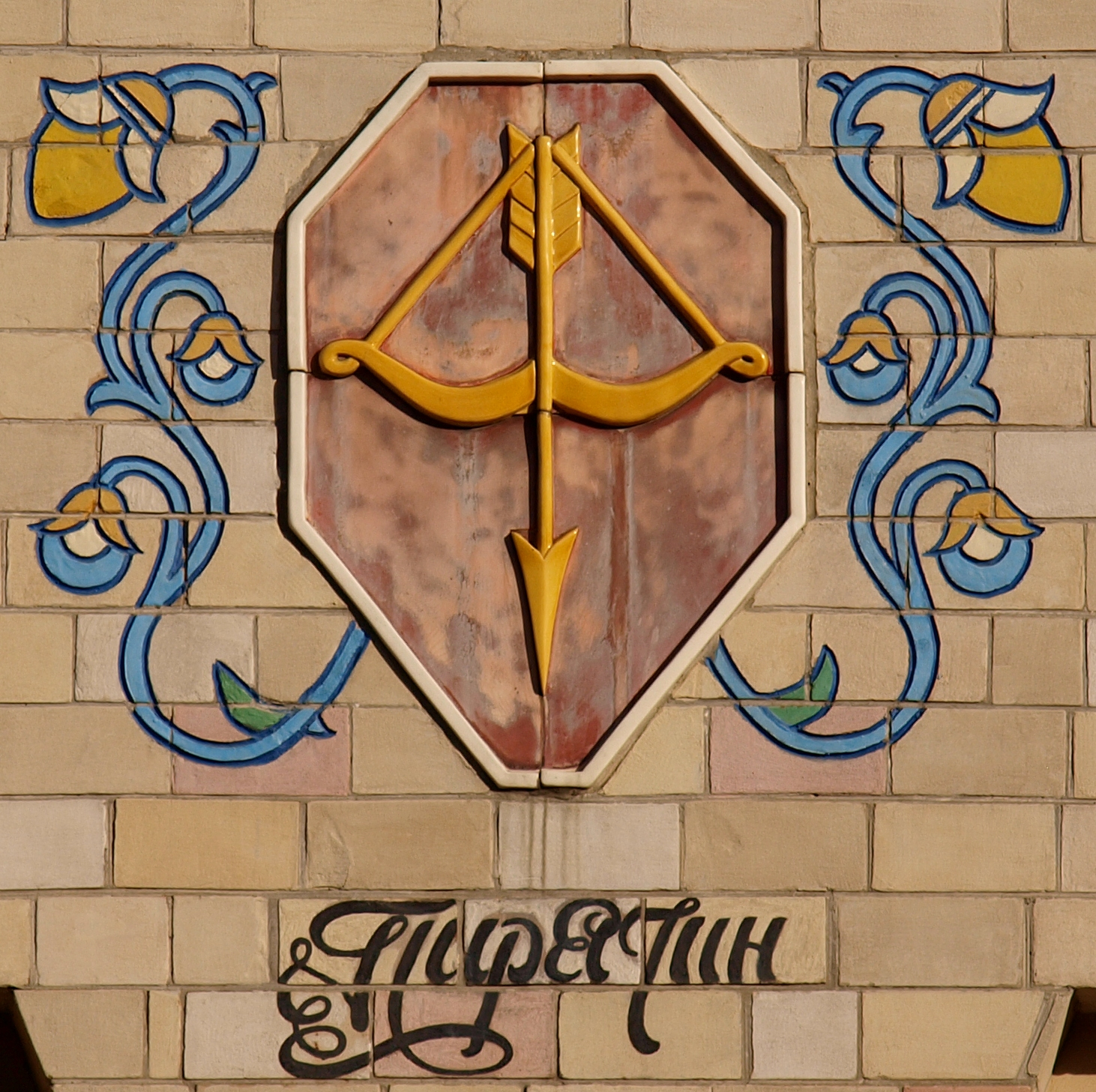
Герб Пирятина
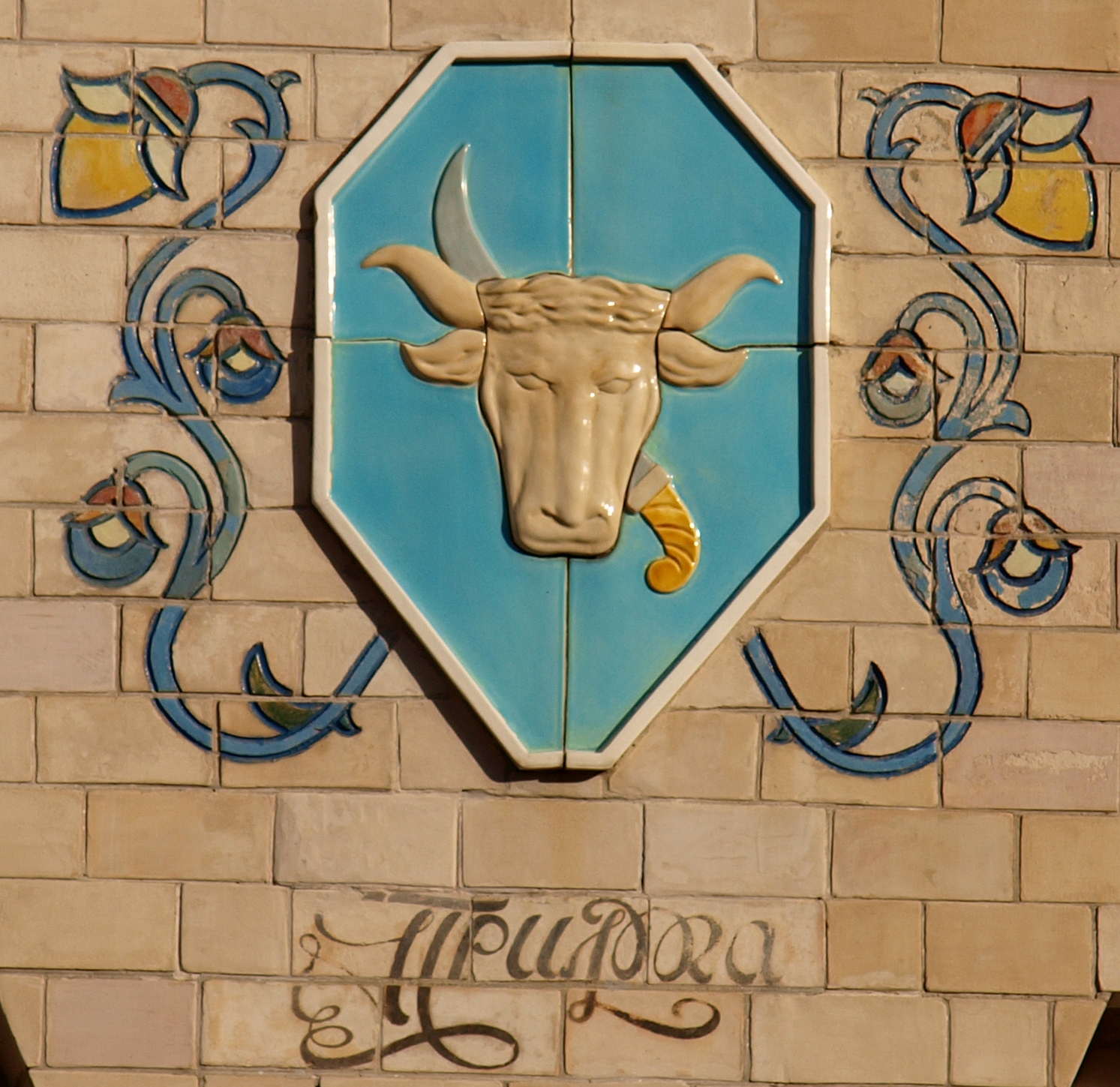
Герб Прилук
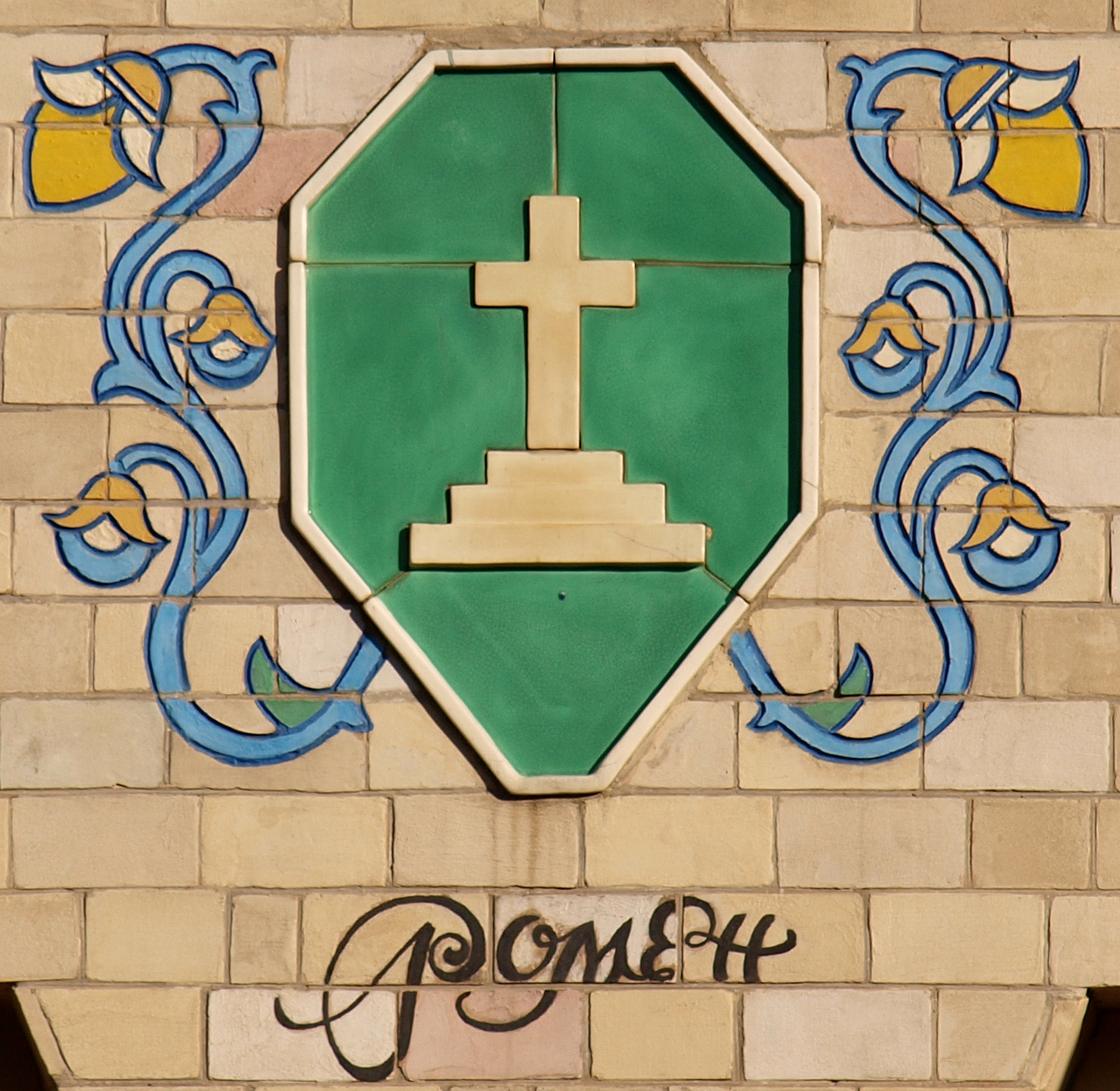
Герб Ромен
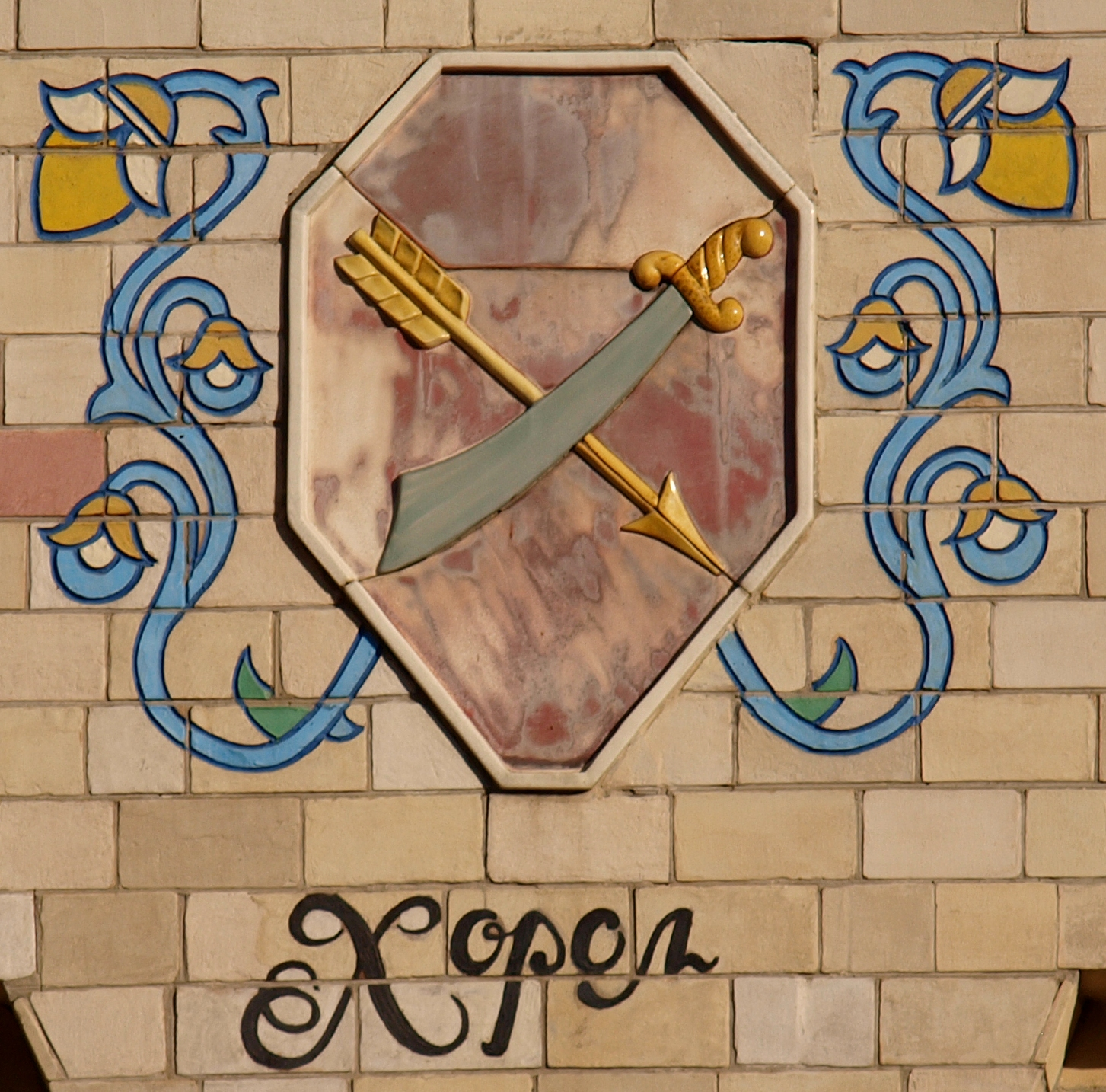
Герб Хорола